# Ангарский трамвай
Анга́рский трамва́й — трамвайная система города Ангарска, Иркутской области. Трамвай в Ангарске работает с 27 ноября 1953 года. Действуют 5 маршрутов, на которые ежедневно выходят до 9 вагонов. Всего в парке 27 трамваев,16 вагонов исправны. Средний возраст вагонов ~ 21,8 год. В парке всего 12 трамваев, выпущенных после 2000-х. Из-за банкротства МУП «Ангарский трамвай», ОАО «Иркутскэнерго» уведомил предприятие об отключении электроэнергии за долги. Начиная с конца 2010-х годов, существует угроза остановки движения трамвая.

## Маршруты
Расписание трамваев доступно на конечных станциях.
| № | Конечные пункты                | Маршрут | Примечание |
| - | ------------------------------ | --- | ---------- |
| 1 | Сангородок — ТЭЦ-9             | Сангородок - По требованию - Улица Иркутская - Центральный рынок - Техникум - Улица Московская - Дворец Творчества - Лицей №1 - Улица Горького - Улица Файзулина - Улица Чайковского - Байкальск - 102-й квартал - Автосервис - ОКБА - Энергосбыт - АЭМЗ - Московский тракт - Нефтепровод - НПЗ - ТЭЦ-9 |            |
| 3 | 205-й квартал — Майский вокзал | 205-й квартал - Квартал А - Социалистическая улица - Улица Коминтерна - Аптека - Улица Космонавтов - Кинотеатр "Родина" - Ангарский проспект - Улица Зурабова - Улица Крупская - Горгаз - Стальконструкция - 102-й квартал - Байкальск - Улица Чайковского - Улица Файзулина - Улица Горького - Лицей №1 - Дворец Творчества - Улица Московская - Техникум - Центральный рынок - Улица Иркутская - По требованию - Сангородок - Сады - Улица Связи - Майский вокзал |            |
| 4 | 205 квартал — ТЭЦ-9            | 205-й квартал - Квартал А - Социалистическая улица - Улица Енисейская - 11-й микрорайон - 12-й микрорайон - Микрорайон 7А - Узел Связи - Улица Троицкая - Улица Гагарина - Улица Ворошиловская - 86-й квартал - Улица Чайковского - Байкальск - 102-й квартал - Автосервис - ОКБА - Энергосбыт - АЭМЗ - Московский тракт - Нефтепровод - НПЗ - ТЭЦ-9 |            |
| 6 | 205 квартал — Сангородок       | 205-й квартал - Квартал А - Социалистическая улица - Улица Енисейская - 11-й микрорайон - 12-й микрорайон - Микрорайон 7А - Узел Связи - Улица Троицкая - Улица Гагарина - Улица Ворошиловская - 86-й квартал - Улица Чайковского - Улица Файзулина - Улица Горького - Лицей №1 - Дворец Творчества - Улица Московская - Техникум - Центральный рынок - Улица Иркутская - По требованию - Сангородок                                                                |            |
| 7 | 205-й квартал — ТЭЦ-9          | 205-й квартал - Квартал А - Социалистическая улица - Улица Коминтерна - Аптека - Улица Космонавтов - Кинотеатр "Родина" - Ангарский проспект - Улица Зурабова - Улица Крупская - Горгаз - Стальконструкция - Автосервис - ОКБА - Энергосбыт - АЭМЗ - Московский тракт - Нефтепровод - НПЗ - ТЭЦ-9 |            |

### Закрытые
| №  | Конечные пункты | Маршрут | Примечание |
| -- | --- | --- | --- |
| 0  | 205-й квартал —17-й микрорайон — | 205-й квартал - Квартал А - Социалистическая улица - Улица Енисейская - 11-й микрорайон - 12-й микрорайон - Микрорайон 7А - Узел Связи - Улица Троицкая - Улица Гагарина - Улица Ворошиловская - 86-й квартал - Улица Чайковского - Байкальск - 102-й квартал - Стальконструкция - Горгаз - Улица Крупская - Улица Зурабова - Ангарский проспект- Кинотеатр "Родина" - Улица Космонавтов - Аптека - Улица Коминтерна - 17-й микрорайон | Являлся предшественником 12 маршрута, просуществовал несколько недель. В дальнейшем несколько раз назначался разово. |
| 2  | Сангородок — ПВД | Сангородок - По требованию - Улица Иркутская - Центральный рынок - Техникум - Улица Московская - Дворец Творчества - Лицей №1 - Улица Горького - Улица Файзулина - Улица Чайковского - Улица Мира - По требованию - Рыбная база - Пересечение - НПЗ - По требованию - Ангара - По требованию - Лодочная - ЗБХ - По требованию - Очистный сооружения - По требованию - ЭП-300 - По требованию - ПВД                                     | |
| 5  | 205-й Квартал — 205-й квартал | | Закрыт 01.03.2021 |
| 8  | 205-й квартал — Завод полимеров (через Пересечение) | | В 2002 году 8 маршрут был переведён на коммерческую основу — льготные и студенческие проездные, а также различные пенсионные удостоверения были недействительны на данном маршруте — и вскоре был закрыт. Был восстановлен в ноябре 2010, вновь закрыт в октябре 2011. |
| 9  | Сангородок — 17 микрорайон (через Ленинградский проспект) АЦГК — Сангородок | | Работал до середины 90-х годов по выходным дням. Позже стал укороченным вариантом маршрута №1. Через некоторое время нововведение отменили из-за жалоб жителей Цемпоселка, которым приходилось ехать с пересадкой и дважды платить за проезд. |
| 10 | 17-й микрорайон - ЗБХ | | Закрыт 27.11.2018 |
| 11 | 205 квартал — Кислородная — АНХК — 205 квартал | | Закрыт 01.03.2021. По кольцу из улиц Чайковского, Карла Маркса, Коминтерна и Социалистической маршруты 5 и 11 проходили в противоположном направлении. |
| 12 | №1 205-й квартал — Социалистическая ул. — ул. Коминтерна — 102-й квартал — ул. Чайковского — Социалистическая ул. — 205-й квартал №2 17-й мкр. — ул. Коминтерна — Социалистическая ул. — ул. Чайковского — 102-й квартал — ул. Коминтерна — 17-й мкр. | | Кольцевой. Существовало две версии маршрута. До закрытия в начале 2000-х гг. ходил по будням в межпиковое время, а также по выходным. Летом 2009 года был восстановлен в качестве эксперимента, но вновь был закрыт, просуществовав не более месяца. Рейсы, обслуживаемые в будние дни, ходили в межпиковое время. По маршруту из 205-го квартала ходили вагоны с 5-ки, а по маршруту из 17 микрорайона — с 10-ки. 5-й маршрут ходил в промзону и в дневное время количество вагонов на нём сокращалось, что позволяло легко перебрасывать освободившиеся вагоны на 12 маршрут, снизив при этом расходы на нулевые рейсы в/из депо. |

## Хронология строительства

Трассы линий 2002-2016

1953 год 3 ноября — Прибыло четыре вагона МТВ-82 в депо (разгрузили у нынешнего Пересечения, тогда линия на ЗБХ уже строилась, в депо вагоны добрались своим ходом. 26 ноября — Прошла первая обкатка линии. 27 ноября — В полдень на остановке «Техникум» три трамвая впервые взяли на борт пассажиров. Интересно то, что на ФЗО вагоны разворачивались на кольце (ныне не существует), на Комбинате — задним ходом на треугольнике.
1957 год — Введена в эксплуатацию линия «Управление комбината» — «ТЭЦ-1» (ныне ЗБХ).
1959 год — Введена в эксплуатацию линия «Техникум» — «Байкальск».
1961 год — Введена линия до базы оборудования, где она разветвлялась на направления: «Майский вокзал» и «Цемзавод». Интересно то, что кольцо было развёрнуто в другую сторону, а не как сейчас.
1963 год — Соединена линия «ФЗО» — «Майский вокзал», кольцо «ФЗО» заменено кольцом «Сангородок».
1964 год — Введена в строй линия «Байкальск» — «ТЭЦ-9», а также построен гейт на станции Суховская-Южная, где разгружаются новые вагоны и поныне.
1965 год — Введена в эксплуатацию лесная линия до посёлка АЭХК, ныне «Улица Чайковского» — «к/ст 205-й квартал».
1970 год — Построено кольцо «Завод полимеров».
1976 год — Построено кольцо «АЭМЗ».
1987 год — Введена в эксплуатацию линия «ЗБХ» — «ПВД».
1988 год — Введены в эксплуатацию линии «Улица Чайковского» — «Пересечение» и «Социалистическая» — «К/ст 17-й микрорайон».
1989 год — Введена в эксплуатацию линия на улице Коминтерна.
1995 год, август — Закрыта линия «База оборудования» — «Завод полимеров».
2000 год — Демонтирована линия «ЗБХ» — «ПВД».
2001 год, октябрь — Закрыта линия «Майский вокзал» — «Цемзавод» (демонтирована в 2002).
2016 год — Демонтирована линия «Управление АНХК» — «Завод полимеров».
2018 год — Закрыта к/ст 17 микрорайон
2018 год — Закрытие 10 маршрута
2021 год — Закрытие маршрутов 5,11 без демонтажа линии
2022 год — Линия на к/ст 17 микрорайон демонтирована. 
Демонтирована КС от выезда из депо в сторону Управления АНХК

## Пассажироперевозки
Динамика объёмов перевозок

## Подвижной состав

### Пассажирский подвижной состав

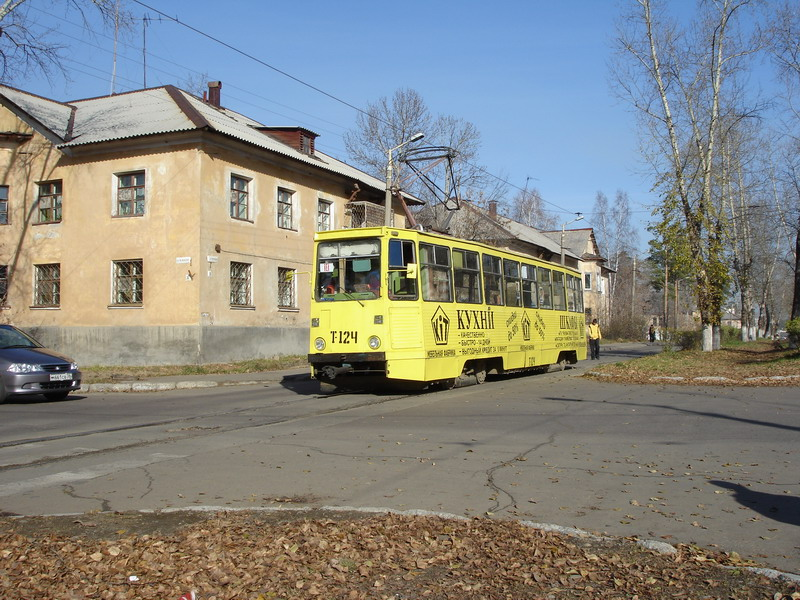
Трамвай 71-605 10 маршрута

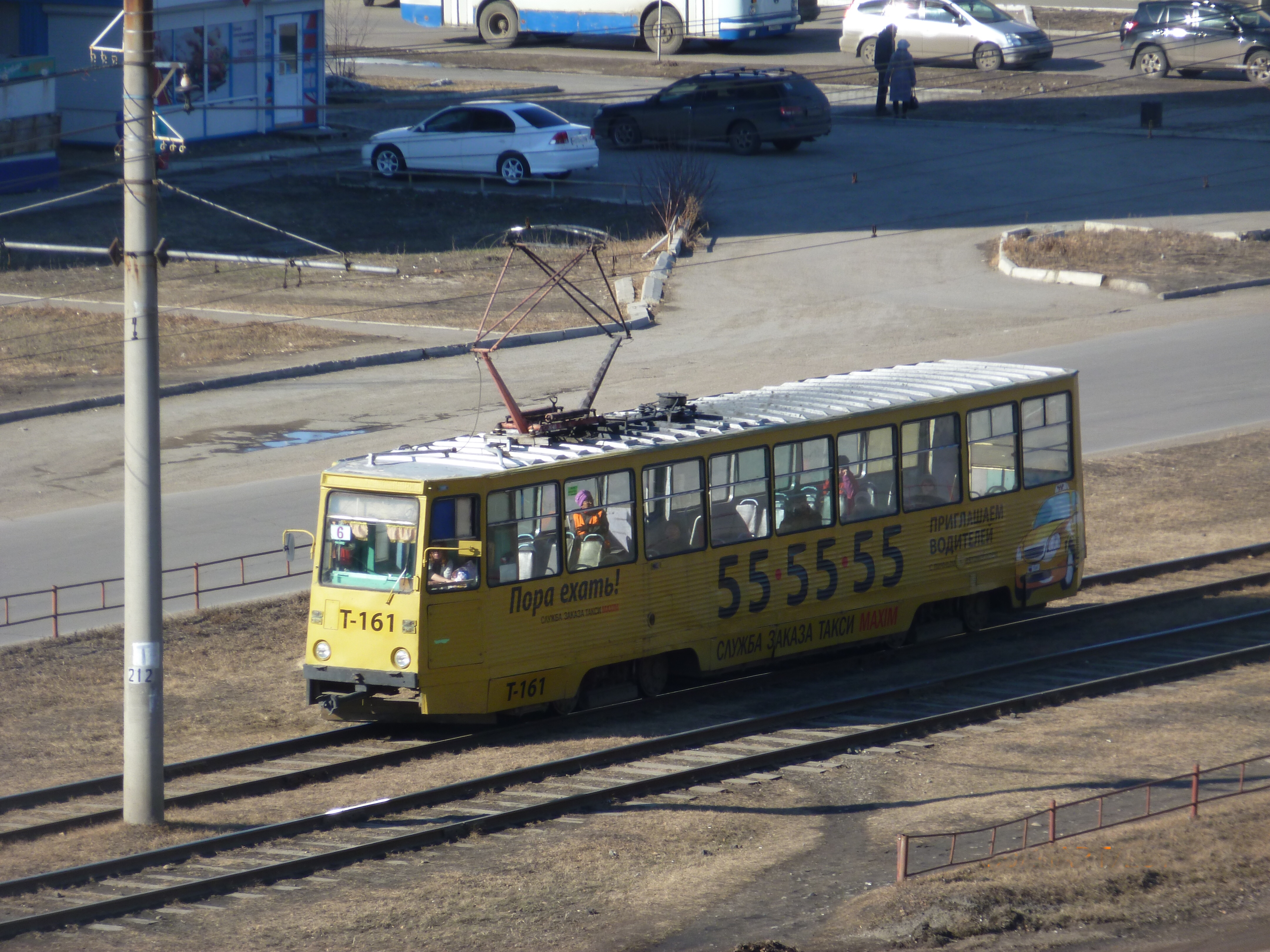
Трамвай 71-605А 6 маршрута

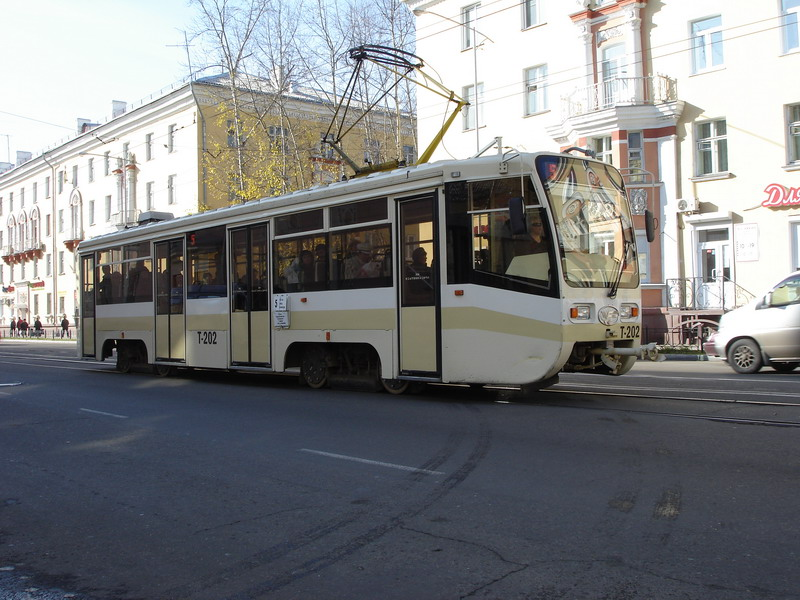
Трамвай 71-619К 5 маршрута

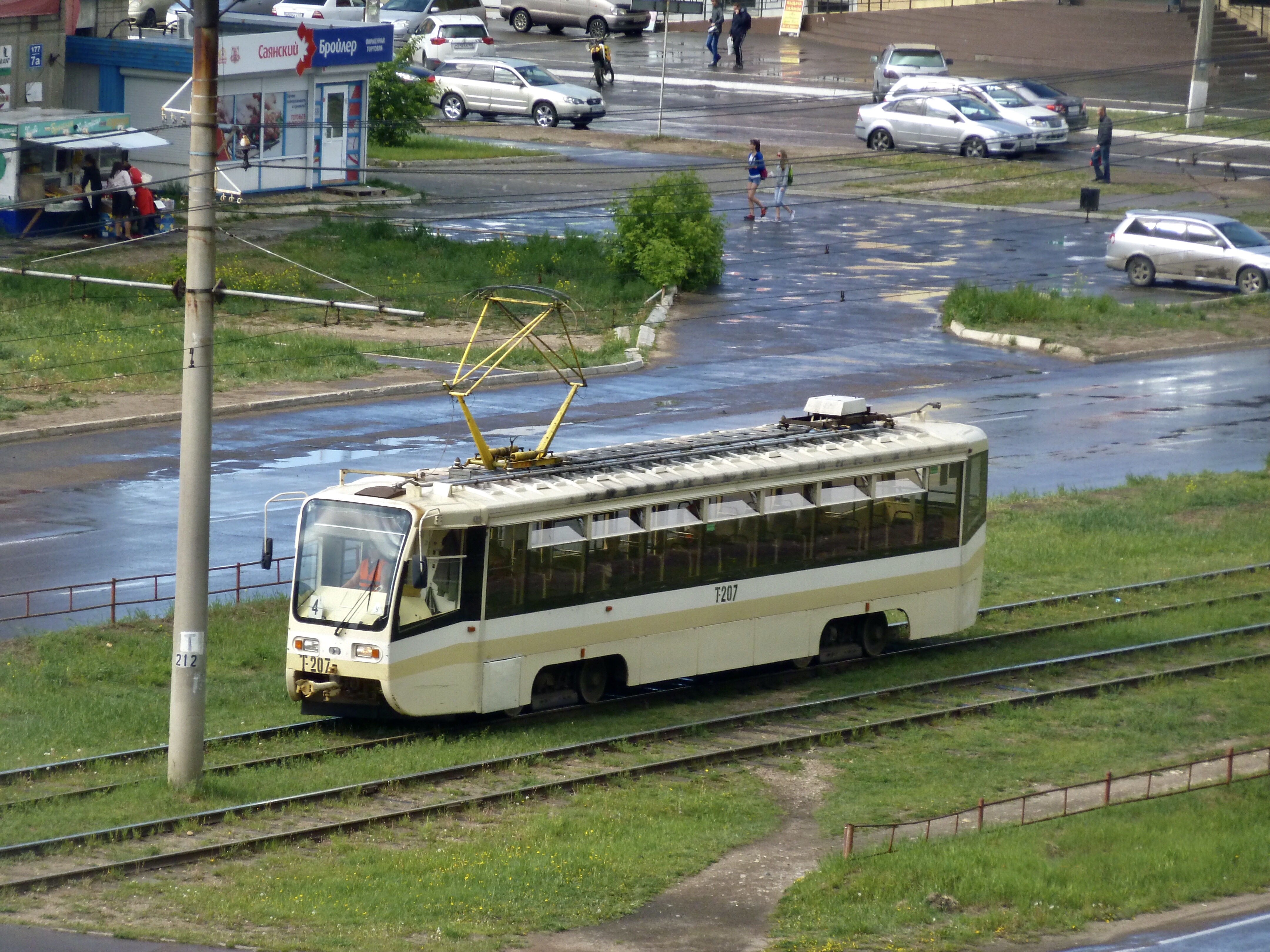
Трамвай 71-619КТ 4 маршрута

По состоянию на февраль 2016 года основу линейного парка составляют вагоны 71-605 (71-605А), более известные под названием КТМ-5М3, бортовые № 111, 113—125, 127, 129, 131, 132, 135, 137, 139, 140—142, 144—146, 148, 149, 151—154, 156, 158—168, 170, 172, 174 180, 182.— всего 51 вагон. Также с 2005 по 2007 год парк пополнился вагонами 71-619К, бортовые № 176, 201, 202, 203 и 205. В 2020—2021 годах парк пополнился 6 вагонами 71-619А и 4 вагонами 71-619А-01, прибывшими из Москвы.

### Подвижной состав, выведенный из регулярной эксплуатации

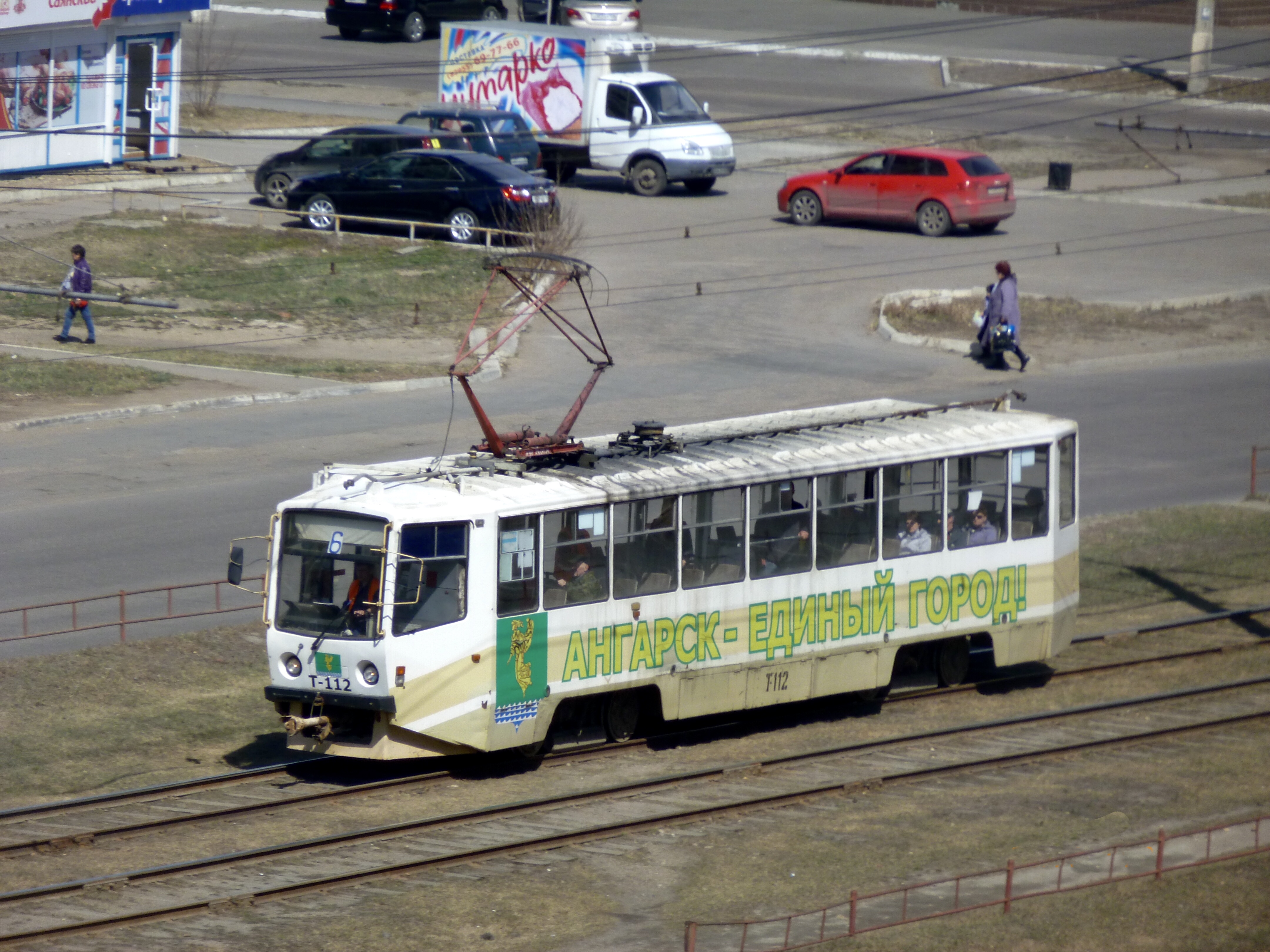
Трамвай 71-608КМ

До 2015 также были вагоны 71-608К, ранее стоящие на консервации, часть из которых была разобрана, бортовые № 110, 130, 169, 173, 175, 177, 179, 181, 183—188, 190, 192 — всего 16 штук. Летом 2015 года вагоны были утилизированы. Один вагон 71-608КМ 2005 года выпуска исправно нёс службу под бортовым № 112, позже выведенный из регулярной эксплуатации. В 2008 и 2010 году в Ангарск поступили два вагона модели 71-619КТ под бортовыми номерами 207 и 204, также выведенные из регулярной эксплуатации. В связи с поставками последних лет, а также сокращением выпуска вагонов на маршруты, с 2008 года выведены из линейной эксплуатации вагоны РВЗ-6М2. До 2002 года работали также вагоны ЛМ-93, но ввиду сокращения выпуска были законсервированы. В 2007 году 4 вагона были проданы в Комсомольск-на-Амуре, а оставшиеся 8 порезаны в 2011 году. В Ангарске одно трамвайное депо.

#### СМЕ
С конца 2013 года на маршрутах города в часы пик на линии стали появляться СМЕ. Первой сцепкой оказалась 117+115. Но 5 апреля систему расцепили. В октябре 2014 года СМЕ 117+115 появилась на линии на 2 месяца. В начале 2015 года была расцеплена.
Второй системой стала 174+172, появилась на 5 маршруте 25 ноября 2014 года. Но головной вагон 174 оказался неприемлемым для работы по СМЕ. Позже его заменили вагоном 158. С 19 декабря на 5 маршруте работает сцепка 158+172. С 19.05 2015 На 7 маршрут выходит система 116+156. Но с октября этого же года на линию не выходит.

## Перспективы

Карта Ангарского трамвая 2018-2020

Согласно корректировке генерального плана города от 2005 года предполагалось построить трамвайную линию, соединяющую центр города с железнодорожным вокзалом.
Также высказывались предложения о строительстве линии скоростного трамвая Ангарск — Иркутск. Однако, такой план Большого Иркутска реальных перспектив не имеет.

Карта Ангарского трамвая с 2021

Согласно генеральному плану протяжённость трамвайных линий в собственно Ангарске должна была увеличиться с нынешних 39,2 км к 2025 до 59,1 км. По состоянию на декабрь 2011 года выпуск вагонов на маршруты изрядно сократился по отношению к 2008 году. Отменена часть рейсов в промзону по маршрутам 1, 4, 5, 7, 10, 11. Развешенные на конечных станциях поминутные графики движения (от 03.10.2011 года) не соблюдаются вообще. На городских регулярных маршрутах 3 и 6 время ожидания может достигать 25-30 минут, что обусловлено как новым графиком, предусматривающим увеличенный интервал движения, так и частыми поломками вагонов с последующим их заходом в депо. В целом состояние Ангарского трамвая крайне плачевное. С 15 ноября 2015 года были закрыты линии от Управления АНХК до Завода полимеров и от Пересечения до ЗБХ. Весной 2016 года линия от Пересечения до ЗБХ возобновила работу, линия от Управления АНХК до Завода полимеров была демонтирована летом 2016 года. Таким образом, начиная с 2000-х гг в Ангарске происходило ухудшение работы трамвайной сети, большинство линий в промышленную зону были ликвидированы.

## Примечание
1. ↑  Ангарск — Разные фотографии — Фото — Городской электротранспорт
2. ↑  Ангарск. transphoto.ru. Дата обращения: 26 января 2019. Архивировано 17 января 2019 года.
3. ↑  Трамвайные вагоны | город Ангарск. Дата обращения: 29 октября 2015. Архивировано 4 марта 2016 года.
4. ↑  НА ТРАМВАЕ до ВОКЗАЛА Архивная копия от 17 ноября 2015 на Wayback Machine Официальный сайт Ангарской газеты ВРЕМЯ, 21 сентября 2006 г.
5. ↑  Разработано 3 варианта скоростного трамвая Ангарск — Иркутск. Дата обращения: 29 октября 2015. Архивировано 4 сентября 2018 года.